# 洋基體育場
洋基體育場（英語：Yankee Stadium），是一座位於美國紐約州紐約市布朗克斯的棒球場，為美國職棒大聯盟紐約洋基隊的主場。它取代1923年啟用的舊洋基體育場。新舊球場之間僅相隔一條街，地點位於麥康柏斯丹公園（Macombs Dam Park）舊址。
新的洋基體育場在2009年4月4日啟用，同年4月16日举行的開幕戰由洋基队对战克里夫蘭印地安人隊。

## 設計
新的體育場由「HOK Sport」公司設計，由兩個分開的建築結構組成。

### 整体
體育場的上層看台採用分裂式設計，座位區分為上層開放廣場之上、上層開放廣場之下，以及開放廣場本身，這樣的方式在國民銀行公園（Citizens Bank Park）等新球場中十分常見。
內部是一座四周由圍牆環繞的洋基隊新球場。外觀則是以舊洋基球場的設計為基礎風格，加以改造而成。外牆使用印第安那萊姆石（Indiana Limestone）作為建材。
新球場的座位將會以碗型向外擴展排列，而非目前球場以向上堆疊的方式配置，新的配置方式會讓座位普遍變得離球場較遠，但也相對較低。

### 娱乐
自從1991年新康明斯基公園（Comiskey Park；現為美國行動通訊球場，U.S. Cellular Field）在芝加哥開幕以來，兼具複合式娛樂公園的設施就成為新球場必備項目之之一，所以内部也理所当然地被设计成現代化的棒球娛樂公園。

### 沿革
此外，1973年以前存在於舊球場上方看台內部立面的紅銅飾帶（frieze）將會以複製品的形式成為新球場的特色之一，這些原始的飾帶在舊球場於1974年－1975年之間的改裝時被拆除。洋基隊也利用這個飾帶设计作為電視和平面廣告的行銷工具之一，授權運動用品連鎖商「Modell's」使用這些飾帶圖案。

## 建设

### 费用
新球場的總花費高達16億美元，加上通貨膨脹與價值變遷的計算後，等於舊球場在1923年建設費用250萬美元（約價值現在的31,228,070.18美元）的51倍，使其成為美國史上造價最昂貴的體育場，在全世界則排名第二，僅次於倫敦溫布萊球場。

### 动工
新球場的動土典禮在2006年8月16日舉行，當天正是貝比·魯斯逝世58週年紀念日，典禮由球隊老闆、紐約州長保陶基、紐約市長彭博，以及重要的紐約球員共同參與。

## 设施
球場的面積與舊洋基體育場及史坦伯納球場（George M. Steinbrenner Field）的春季訓練/小聯盟設施接近（但與在1976年重新開幕時的洋基體育場不同）。

### 大厅
在邊界和體育場主體之間是被洋基隊稱作「大廳」（great hall）的地方，包含超過1,000,000平方英尺（約92,900平方公尺、30,710坪）的零售商店空間，這樣的面積比起許多現在的棒球公園要大上許多。

### 席位
新的體育場有51,000席座位，若加上站立觀賞包廂，總共可容納53,000名的球迷，而目前的洋基體育場的容納人數則為較多的57,545人（新球場尚未將豪華包廂的人數計入）。
低層的座位數約為30,000席（目前球場的為20,000席），高層座位則有約20,000席。前兩區的票價將會有所差異，類似目前分為較接近球場的「包廂列座位」（Tier Box）和較遠的「保留列座位」（Tier Reserve）。新球場的露天座位（bleacher seats）數量將只有目前球場7,500席的一半左右，但會增加2,000個站立觀賞點。

### 其他
此外，新球場將有60間豪華包廂，位於第二層和上層看台之間。舊的球場僅有16間豪華包廂，位於媒體包廂的兩側、本壘的正後方。
除了棒球比賽外，改建後的洋基球場可改作使用美式足球及英式足球使用。可供大學美式足球球隊使用。在2012年7月22日，舉行首場英式足球比賽，英格蘭球隊切爾西與法國球隊巴黎圣日耳曼舉行友誼賽，雙方以1-1平手。

## 外部連結
- Newsday.com New Yankee Stadium（新洋基球場的報導）
- Ballparks.com overview of proposed stadium（页面存档备份，存于）（興建中球場的概要）
- Photographic Updates of the Construction of the New Yankee Stadium （页面存档备份，存于）（新洋基球場的施工照片集）
- Save Our Parks, a group against the construction of the stadium project （页面存档备份，存于）（反對新建球場計畫的組織）
- Artist Renderings of the New Yankee Stadium（新洋基球場的電腦模擬示意圖）
- Yankee stadium station gets Metro-North nod （页面存档备份，存于）（洋基球場站獲得同意興建）
- Analysis of the stadium project by Good Jobs New York（體育場計畫的分析）